# KHL (2009/2010)
Sezon KHL 2009/2010 – drugi sezon ligi KHL. W rozgrywkach brało udział 24 zespoły z czterech państw: Rosji, Łotwy, Białorusi oraz Kazachstanu. Pierwszy mecz sezonu odbył się 10 września 2009 roku. W lutym z racji Igrzysk Olimpijskich nastąpiła przerwa w rozgrywkach. Ostatni mecz rozgrywek odbył się 27 kwietnia 2010 roku.
Mistrzostwo ligi oraz Puchar Gagarina zdobyła drużyna tatarska drużyna Ak Bars Kazań, która w finale pokonała HK MWD Bałaszycha 4:3.

## Kluby uczestniczące
W drugim sezonie KHL rozgrywki liczyły nadal 24 zespoły. W porównaniu do poprzedniego sezonu, w rozgrywkach nie wystartował Chimik Woskriesiensk (klub wycofano z ligi z powodu kłopotów finansowych). Jego miejsce zajęła drużyna Awtomobilist Jekaterynburg. Przed rozpoczęciem sezonu, latem 2009 roku zainteresowanie grą w KHL wykazywał klub Wyższej ligi, Jugra Chanty-Mansyjsk, po zwycięstwie w tychże rozgrywkach.
W sezonie 2009/2010 po raz pierwszy wprowadzono podział zespołów według kryteriów geograficznych (według wzoru zaczerpniętego z rozgrywek NHL). Ustalono mianowicie podział na dwie konferencje: Zachód oraz Wschód (po 12 drużyn). W ramach tego podziału utworzono dodatkowo cztery dywizje (po dwie w każdej Konferencji). Każda z Dywizji liczy 6 drużyn.
| Konferencja Zachód   | Konferencja Zachód      | Konferencja Wschód         | Konferencja Wschód      |
| Dywizja Bobrowa      | Dywizja Tarasowa        | Dywizja Charłamowa         | Dywizja Czernyszowa     |
| -------------------- | ----------------------- | -------------------------- | ----------------------- |
| CSKA Moskwa          | Atłant Mytiszczi        | Ak Bars Kazań              | Amur Chabarowsk         |
| Dinamo Moskwa        | Łokomotiw Jarosław      | Awtomobilist Jekaterynburg | Awangard Omsk           |
| Dinamo Ryga          | MWD Bałaszycha          | Łada Togliatti             | Barys Astana            |
| Dynama Mińsk         | Siewierstal Czerepowiec | Mietałłurg Magnitogorsk    | Mietałłurg Nowokuźnieck |
| SKA Sankt Petersburg | Torpedo Niżny Nowogród  | Nieftiechimik Niżniekamsk  | Saławat Jułajew Ufa     |
| Spartak Moskwa       | Witiaź Czechow          | Traktor Czelabińsk         | Sibir Nowosybirsk       |

## KHL Junior Draft 2009
1 czerwca 2009 roku w Moskwie odbył się pierwszy w historii draft. Kluby występujące w lidze mogły w nim wybrać zawodników w wieku od 17 do 20 lat. Z numerem pierwszym wybrany został Rosjanin Michaił Pasznin, pochodzący z klubu Mieczeł Czelabińsk. Obrońca ten został wybrany przez drużynę CSKA Moskwa. Łącznie zostało wybranych 85 graczy: 7 bramkarzy, 34 obrońców i 44 napastników z 9 państw: 44 Rosjan, 11 Szwedów, 7 Czechów, 6 Finów, 5 Białorusinów, po czterech Łotyszy i Słowaków, trzech Kanadyjczyków oraz jeden Szwajcar.

## Młodzieżowa Hokejowa Liga
Przed sezonem stworzono rozgrywki z udziałem zespołów będących zapleczem dla drużyn KHL – pod nazwą Młodzieżowa Hokejowa Liga (MHL). Przyjęto, że w lidze tej mają grać zawodnicy w wieku od 17 do 21 lat. Zwycięzca tych rozgrywek zostaje jednocześnie mistrzem Rosji juniorów i dostaje przechodni Puchar Charłamowa.

## Sezon zasadniczy

### Puchar Otwarcia
10 września 2009 roku odbył się drugi w historii Puchar Otwarcia. Uczestnikami tej imprezy były drużyny Ak Bars Kazań oraz Łokomotiw Jarosław, finaliści poprzedniego finału Pucharu Gagarina. Spotkanie zostało rozegrane w Tatneft Arena w Kazaniu. Zwycięzcą meczu została drużyna gospodarzy, która zwyciężyła 3:2. Zwycięską bramkę w dogrywce spotkania strzelił Aleksiej Morozow.

### Terminarz
Każda z 24 drużyn rozegrała 56 meczów w sezonie zasadniczym (20 meczów z drużynami z tej samej dywizji oraz 36 meczów z drużynami z pozostałych dywizji) w ciągu 6 miesięcy od 10 września do 7 marca 2010 roku. W okresie od 8 lutego do 3 marca nastąpiła przerwa w rozgrywkach z powodu odbywającego się w tym czasie turnieju olimpijskiego w Vancouver.

### Mecz Gwiazd
30 stycznia 2010 roku odbył się po raz drugi w historii Mecz Gwiazd KHL. W meczu wystąpiły drużyny Jaromíra Jágra, składająca się z zawodników zagranicznych grających w lidze oraz Aleksieja Jaszyna składająca się z rosyjskich zawodników. Wygrała drużyna Jágra stosunkiem bramek 11:8.

### Tabela
W drugim sezonie KHL drużyny rozlokowano według kryterium położenia geograficznego w czterech Dywizjach – po dwie w Konferencji Zachód i Wschód (w odróżnieniu od pierwszego sezonu KHL, w którym drużyny w dywizjach umieszczono bez stosowania kryterium).
| Konferencja Zachód |                         |    |    |    |    |    |    |    |         |     |     |
| Dywizja Bobrowa    |                         |    |    |    |    |    |    |    |         |     |     |
| Lp.                | Drużyna                 | M  | Z  | ZD | ZK | PD | PK | P  | Br      | Bl  | Pkt |
| 1                  | SKA Sankt Petersburg    | 56 | 36 | 1  | 3  | 3  | 3  | 10 | 192-118 | +74 | 122 |
| 2                  | Dinamo Moskwa           | 56 | 28 | 2  | 3  | 4  | 3  | 16 | 166-151 | +15 | 101 |
| 3                  | Spartak Moskwa          | 56 | 24 | 4  | 4  | 4  | 0  | 20 | 178-168 | +10 | 92  |
| 4                  | CSKA Moskwa             | 56 | 22 | 3  | 5  | 4  | 1  | 21 | 148-135 | +13 | 87  |
| 5                  | Dynamo Ryga             | 56 | 23 | 1  | 3  | 4  | 3  | 22 | 174-175 | –1  | 84  |
| 6                  | Dynama Mińsk            | 56 | 17 | 1  | 5  | 2  | 0  | 31 | 139-164 | –25 | 65  |
| Dywizja Tarasowa   |                         |    |    |    |    |    |    |    |         |     |     |
| Lp.                | Drużyna                 | M  | Z  | ZD | ZK | PD | PK | P  | Br      | Bl  | Pkt |
| 1                  | HK MWD Bałaszycha       | 56 | 30 | 1  | 0  | 6  | 4  | 15 | 160-135 | +25 | 102 |
| 2                  | Atłant Mytiszczi        | 56 | 24 | 4  | 9  | 1  | 2  | 16 | 173-137 | +36 | 101 |
| 3                  | Łokomotiw Jarosław      | 56 | 26 | 3  | 2  | 4  | 4  | 17 | 163-132 | +31 | 96  |
| 4                  | Torpedo Niżny Nowogród  | 56 | 22 | 1  | 1  | 1  | 4  | 27 | 154-163 | –9  | 75  |
| 5                  | Siewierstal Czerepowiec | 56 | 16 | 2  | 7  | 6  | 2  | 23 | 151-162 | –11 | 74  |
| 6                  | Witiaź Czechow          | 56 | 13 | 3  | 2  | 2  | 3  | 33 | 142-216 | –76 | 54  |

| Konferencja Wschód  |                            |    |    |    |    |    |    |    |         |     |     |
| Dywizja Charłamowa  |                            |    |    |    |    |    |    |    |         |     |     |
| Lp.                 | Drużyna                    | M  | Z  | ZD | ZK | PD | PK | P  | Br      | Bl  | Pkt |
| 1                   | Mietałłurg Magnitogorsk    | 56 | 34 | 2  | 4  | 1  | 0  | 15 | 167-111 | +54 | 115 |
| 2                   | Ak Bars Kazań              | 56 | 25 | 4  | 4  | 3  | 2  | 18 | 159-128 | +31 | 96  |
| 3                   | Nieftiechimik Niżniekamsk  | 56 | 27 | 3  | 1  | 4  | 0  | 21 | 176-166 | +10 | 93  |
| 4                   | Traktor Czelabińsk         | 56 | 18 | 0  | 3  | 2  | 2  | 31 | 137-192 | –55 | 64  |
| 5                   | Awtomobilist Jekaterynburg | 56 | 14 | 2  | 6  | 2  | 4  | 28 | 127-159 | –32 | 64  |
| 6                   | Łada Togliatti             | 56 | 14 | 0  | 2  | 6  | 3  | 31 | 115-173 | –58 | 55  |
| Dywizja Czernyszowa |                            |    |    |    |    |    |    |    |         |     |     |
| Lp.                 | Drużyna                    | M  | Z  | ZD | ZK | PD | PK | P  | Br      | Bl  | Pkt |
| 1                   | Saławat Jułajew Ufa        | 56 | 37 | 4  | 3  | 3  | 1  | 8  | 215-116 | +99 | 129 |
| 2                   | Awangard Omsk              | 56 | 24 | 2  | 2  | 6  | 4  | 18 | 152-128 | +24 | 90  |
| 3                   | Barys Astana               | 56 | 20 | 5  | 1  | 6  | 1  | 23 | 169-173 | –4  | 79  |
| 4                   | Sibir Nowosybirsk          | 56 | 15 | 2  | 5  | 3  | 1  | 30 | 147-190 | –43 | 63  |
| 5                   | Amur Chabarowsk            | 56 | 12 | 3  | 6  | 4  | 2  | 29 | 129-187 | –58 | 60  |
| 6                   | Mietałłurg Nowokuźnieck    | 56 | 13 | 1  | 2  | 2  | 5  | 33 | 105-159 | –54 | 52  |

Legenda: Lp. – miejsce, M – mecze, Z – zwycięstwa, ZD – zwycięstwa po dogrywce, ZK – zwycięstwa po rzutach karnych, PD – porażki po dogrywce, PK – porażki po rzutach karnych, P – porażki, Br – bramki, Bl – bilans bramkowy, Pkt – punkty     = zwycięzcy dywizji,     = awans do fazy play-off

### Statystyki indywidualne
Statystyki zaktualizowane po zakończeniu rundy zasadniczej.
Zawodnicy z pola łącznie
| Gole                       | Gole | Asysty                      | Asysty | Punkty                      | Punkty |
| -------------------------- | ---- | --------------------------- | ------ | --------------------------- | ------ |
| Marcel Hossa (Ryga)        | 35   | Aleksiej Jaszyn (SKA)       | 46     | Siergiej Moziakin (Atłant)  | 66     |
| Pavel Brendl (Torpedo)     | 27   | Jozef Stümpel (Barys)       | 39     | Maksim Suszynski (SKA)      | 65     |
| Maksim Suszynski (SKA)     | 27   | Aleksandr Radułow (Saławat) | 39     | Aleksiej Jaszyn (SKA)       | 64     |
| Siergiej Moziakin (Atłant) | 27   | Siergiej Moziakin (Atłant)  | 39     | Aleksandr Radułow (Saławat) | 63     |
| Aleksiej Morozow (Ak Bars) | 26   | Maksim Suszynski (SKA)      | 38     | Mattias Weinhandl (SKA)     | 60     |

Obrońcy
| Gole                           | Gole | Asysty                 | Asysty | Punkty                 | Punkty |
| ------------------------------ | ---- | ---------------------- | ------ | ---------------------- | ------ |
| Kevin Dallman (Barys)          | 14   | Siergiej Zubow (SKA)   | 32     | Siergiej Zubow (SKA)   | 42     |
| Dienis Kulasz (CSKA/Awangard)  | 12   | Ilja Nikulin (Ak Bars) | 27     | Kevin Dallman (Barys)  | 41     |
| Dmitrij Kalinin (Saławat)      | 12   | Kevin Dallman (Barys)  | 27     | Martin Štrbák (MWD)    | 34     |
| Karel Rachůnek (Dinamo Moskwa) | 10   | Martin Štrbák (MWD)    | 26     | Ilja Nikulin (Ak Bars) | 33     |
| Siergiej Zubow (SKA)           | 10   | Filip Novák (MWD)      | 22     | Ivan Baranka (Ak Bars) | 32     |

Bramkarze
| Skuteczność interwencji (w %)          | Skuteczność interwencji (w %) | Średnia goli straconych (na mecz)      | Średnia goli straconych (na mecz) | Mecze bez straty gola                  | Mecze bez straty gola |
| -------------------------------------- | ----------------------------- | -------------------------------------- | --------------------------------- | -------------------------------------- | --------------------- |
| Petri Vehanen (Ak Bars)                | 93,5                          | Petri Vehanen (Ak Bars)                | 1,73                              | Wasilij Koszeczkin (Łada/Magnitogorsk) | 8                     |
| Aleksandr Jeriomienko (Saławat)        | 93,1                          | Aleksandr Jeriomienko (Saławat)        | 1,76                              | Gieorgij Giełaszwili (Łokomotiw)       | 6                     |
| Ilja Proskuriakow (Magnitogorsk)       | 92,7                          | Ilja Proskuriakow (Magnitogorsk)       | 1,92                              | Robert Esche (SKA)                     | 6                     |
| Wasilij Koszeczkin (Łada/Magnitogorsk) | 92,7                          | Wasilij Koszeczkin (Łada/Magnitogorsk) | 1,96                              | Witalij Kolesnik (Saławat)             | 5                     |
| Gieorgij Giełaszwili (Łokomotiw)       | 92,6                          | Michael Garnett (MWD)                  | 2,06                              | Michael Garnett (MWD)                  | 5                     |

Pozostałe
| Klasyfikacja +/−            | Klasyfikacja +/− | Zwycięskie gole            | Zwycięskie gole | Minuty kar                    | Minuty kar |
| --------------------------- | ---------------- | -------------------------- | --------------- | ----------------------------- | ---------- |
| Patrick Thoresen (Saławat)  | +45              | Igor Grigorienko (Saławat) | 8               | Darcy Verot (Witiaź)          | 374        |
| Aleksandr Radułow (Saławat) | +44              | Maksim Suszynski (SKA)     | 7               | Aleksiej Litwinienko (Witiaź) | 181        |
| Witalij Proszkin (Saławat)  | +33              | Patrick Thoresen (Saławat) | 7               | Martin Grenier (Traktor)      | 177        |
| Miroslav Blaťák (Saławat)   | +33              | Siergiej Moziakin (Atłant) | 6               | Joel Kwiatkowski (SKA)        | 147        |
| Raymond Giroux (SKA)        | +28              | Aleksiej Morozow (Ak Bars) | 6               | Erik Reitz (Sibir)            | 146        |

| Strzały na bramkę    | Marcel Hossa (Ryga) | 216 |
| Zwycięstwa bramkarzy | Robert Esche (SKA)  | 29  |

## Play-off
Po zakończeniu sezonu zasadniczego rozpoczęła się walka o mistrzostwo ligi w fazie play-off, która rozgrywana była w czterech rundach. Pierwsza oraz druga odbywała się w formule do trzech zwycięstw, zaś dwie kolejne, w tym sam finał o Puchar Gagarina, w formule do czterech zwycięstw. Play-offy trwały od marca do 20 kwietnia 2010, kiedy odbył się ostatni siódmy mecz finałowy.
W odróżnieniu do pierwszego sezonu KHL, w drugim (wskutek zastosowania rozlokowania kryterium geograficznego ułożenia w dywizjach o stworzenia Konferencji), wprowadzono system eliminacji w obu konferencjach, które prowadzą do finału rozgrywek pomiędzy dwoma najlepszymi zespołami Zachodu i Wschodu.

### Schemat play-off
|  |                          |                            |                          |                           |   |                       |                         |                       |  |  |                    |                    |                    |  |  |                         |                         |                         |
|  | Ćwierćfinały Konferencji | Ćwierćfinały Konferencji   | Ćwierćfinały Konferencji |                           |   | Półfinały Konferencji | Półfinały Konferencji   | Półfinały Konferencji |  |  | Finały Konferencji | Finały Konferencji | Finały Konferencji |  |  | Finał o Puchar Gagarina | Finał o Puchar Gagarina | Finał o Puchar Gagarina |
|  | Ćwierćfinały Konferencji | Ćwierćfinały Konferencji   | Ćwierćfinały Konferencji |                           |   | Półfinały Konferencji | Półfinały Konferencji   | Półfinały Konferencji |  |  | Finały Konferencji | Finały Konferencji | Finały Konferencji |  |  | Finał o Puchar Gagarina | Finał o Puchar Gagarina | Finał o Puchar Gagarina |
|  |                          |                            |                          |                           |   |                       |                         |                       |  |  |                    |                    |                    |  |  |                         |                         |                         |
|  |                          |                            |                          |                           |   |                       |                         |                       |  |  |                    |                    |                    |  |  |                         |                         |                         |
|  | 1                        | SKA Sankt Petersburg       | 1                        |                           |   |                       |                         |                       |  |  |                    |                    |                    |  |  |                         |                         |                         |
|  | 1                        | SKA Sankt Petersburg       | 1                        |                           |   |                       |                         |                       |  |  |                    |                    |                    |  |  |                         |                         |                         |
|  | 8                        | Dinamo Ryga                | 3                        |                           |   |                       |                         |                       |  |  |                    |                    |                    |  |  |                         |                         |                         |
|  | 8                        | Dinamo Ryga                | 3                        |                           |   | 2                     | HK MWD Bałaszycha       | 4                     |  |  |                    |                    |                    |  |  |                         |                         |                         |
|  |                          |                            |                          |                           |   | 2                     | HK MWD Bałaszycha       | 4                     |  |  |                    |                    |                    |  |  |                         |                         |                         |
|  |                          |                            | 8                        | Dinamo Ryga               | 1 |                       |                         |                       |  |  |                    |                    |                    |  |  |                         |                         |                         |
|  | 2                        | HK MWD Bałaszycha          | 8                        | Dinamo Ryga               | 1 | 3                     |                         |                       |  |  |                    |                    |                    |  |  |                         |                         |                         |
|  | 2                        | HK MWD Bałaszycha          |                          |                           |   |                       |                         |                       |  |  |                    |                    |                    |  |  |                         |                         |                         |
|  | 7                        | CSKA Moskwa                | 0                        |                           |   |                       |                         |                       |  |  |                    |                    |                    |  |  |                         |                         |                         |
|  | 7                        | CSKA Moskwa                | 0                        |                           |   | 2                     | HK MWD Bałaszycha       | 4                     |  |  |                    |                    |                    |  |  |                         |                         |                         |
|  | Konferencja Zachód       |                            |                          |                           |   | 2                     | HK MWD Bałaszycha       | 4                     |  |  |                    |                    |                    |  |  |                         |                         |                         |
|  |                          |                            | 5                        | Łokomotiw Jarosław        | 3 |                       |                         |                       |  |  |                    |                    |                    |  |  |                         |                         |                         |
|  | 3                        | Dinamo Moskwa              | 5                        | Łokomotiw Jarosław        | 3 | 1                     |                         |                       |  |  |                    |                    |                    |  |  |                         |                         |                         |
|  | 3                        | Dinamo Moskwa              |                          |                           |   |                       |                         |                       |  |  |                    |                    |                    |  |  |                         |                         |                         |
|  | 6                        | Spartak Moskwa             | 3                        |                           |   |                       |                         |                       |  |  |                    |                    |                    |  |  |                         |                         |                         |
|  | 6                        | Spartak Moskwa             | 3                        |                           |   | 5                     | Łokomotiw Jarosław      | 4                     |  |  |                    |                    |                    |  |  |                         |                         |                         |
|  |                          |                            |                          |                           |   | 5                     | Łokomotiw Jarosław      | 4                     |  |  |                    |                    |                    |  |  |                         |                         |                         |
|  |                          |                            | 6                        | Spartak Moskwa            | 2 |                       |                         |                       |  |  |                    |                    |                    |  |  |                         |                         |                         |
|  | 4                        | Atłant Mytiszczi           | 6                        | Spartak Moskwa            | 2 | 1                     |                         |                       |  |  |                    |                    |                    |  |  |                         |                         |                         |
|  | 4                        | Atłant Mytiszczi           |                          |                           |   |                       |                         |                       |  |  |                    |                    |                    |  |  |                         |                         |                         |
|  | 5                        | Łokomotiw Jarosław         | 3                        |                           |   |                       |                         |                       |  |  |                    |                    |                    |  |  |                         |                         |                         |
|  | 5                        | Łokomotiw Jarosław         | 3                        |                           |   | Z                     | HK MWD Bałaszycha       | 3                     |  |  |                    |                    |                    |  |  |                         |                         |                         |
|  |                          |                            |                          |                           |   |                       |                         |                       |  |  |                    |                    |                    |  |  |                         |                         |                         |
|  |                          |                            | W                        | Ak Bars Kazań             | 4 |                       |                         |                       |  |  |                    |                    |                    |  |  |                         |                         |                         |
|  | 1                        | Saławat Jułajew Ufa        | W                        | Ak Bars Kazań             | 4 | 3                     |                         |                       |  |  |                    |                    |                    |  |  |                         |                         |                         |
|  | 1                        | Saławat Jułajew Ufa        |                          |                           |   |                       |                         |                       |  |  |                    |                    |                    |  |  |                         |                         |                         |
|  | 8                        | Awtomobilist Jekaterynburg | 1                        |                           |   |                       |                         |                       |  |  |                    |                    |                    |  |  |                         |                         |                         |
|  | 8                        | Awtomobilist Jekaterynburg | 1                        |                           |   | 1                     | Saławat Jułajew Ufa     | 4                     |  |  |                    |                    |                    |  |  |                         |                         |                         |
|  |                          |                            |                          |                           |   | 1                     | Saławat Jułajew Ufa     | 4                     |  |  |                    |                    |                    |  |  |                         |                         |                         |
|  |                          |                            | 4                        | Nieftiechimik Niżniekamsk | 2 |                       |                         |                       |  |  |                    |                    |                    |  |  |                         |                         |                         |
|  | 2                        | Mietałłurg Magnitogorsk    | 4                        | Nieftiechimik Niżniekamsk | 2 | 3                     |                         |                       |  |  |                    |                    |                    |  |  |                         |                         |                         |
|  | 2                        | Mietałłurg Magnitogorsk    |                          |                           |   |                       |                         |                       |  |  |                    |                    |                    |  |  |                         |                         |                         |
|  | 7                        | Traktor Czelabińsk         | 1                        |                           |   |                       |                         |                       |  |  |                    |                    |                    |  |  |                         |                         |                         |
|  | 7                        | Traktor Czelabińsk         | 1                        |                           |   | 1                     | Saławat Jułajew Ufa     | 2                     |  |  |                    |                    |                    |  |  |                         |                         |                         |
|  | Konferencja Wschód       |                            |                          |                           |   | 1                     | Saławat Jułajew Ufa     | 2                     |  |  |                    |                    |                    |  |  |                         |                         |                         |
|  |                          |                            | 3                        | Ak Bars Kazań             | 4 |                       |                         |                       |  |  |                    |                    |                    |  |  |                         |                         |                         |
|  | 3                        | Ak Bars Kazań              | 3                        | Ak Bars Kazań             | 4 | 3                     |                         |                       |  |  |                    |                    |                    |  |  |                         |                         |                         |
|  | 3                        | Ak Bars Kazań              |                          |                           |   |                       |                         |                       |  |  |                    |                    |                    |  |  |                         |                         |                         |
|  | 6                        | Barys Astana               | 0                        |                           |   |                       |                         |                       |  |  |                    |                    |                    |  |  |                         |                         |                         |
|  | 6                        | Barys Astana               | 0                        |                           |   | 2                     | Mietałłurg Magnitogorsk | 2                     |  |  |                    |                    |                    |  |  |                         |                         |                         |
|  |                          |                            |                          |                           |   | 2                     | Mietałłurg Magnitogorsk | 2                     |  |  |                    |                    |                    |  |  |                         |                         |                         |
|  |                          |                            | 3                        | Ak Bars Kazań             | 4 |                       |                         |                       |  |  |                    |                    |                    |  |  |                         |                         |                         |
|  | 4                        | Nieftiechimik Niżniekamsk  | 3                        | Ak Bars Kazań             | 4 | 3                     |                         |                       |  |  |                    |                    |                    |  |  |                         |                         |                         |
|  | 4                        | Nieftiechimik Niżniekamsk  |                          |                           |   |                       |                         |                       |  |  |                    |                    |                    |  |  |                         |                         |                         |
|  | 5                        | Awangard Omsk              | 0                        |                           |   |                       |                         |                       |  |  |                    |                    |                    |  |  |                         |                         |                         |
|  | 5                        | Awangard Omsk              | 0                        |                           |   |                       |                         |                       |  |  |                    |                    |                    |  |  |                         |                         |                         |
|  |                          |                            |                          |                           |   |                       |                         |                       |  |  |                    |                    |                    |  |  |                         |                         |                         |

### Statystyki indywidualne
Statystyki zaktualizowane po zakończeniu rundy zasadniczej.
Zawodnicy z pola łącznie
| Gole                          | Gole | Asysty                         | Asysty | Punkty                        | Punkty |
| ----------------------------- | ---- | ------------------------------ | ------ | ----------------------------- | ------ |
| Aleksiej Ugarow (MWD)         | 9    | Aleksandr Radułow (Saławat)    | 11     | Aleksandr Radułow (Saławat)   | 19     |
| Aleksandr Radułow (Saławat)   | 8    | Aleksiej Cwietkow (MWD)        | 11     | Niko Kapanen (Ak Bars)        | 17     |
| Aleksandr Galimow (Łokomotiw) | 8    | Giennadij Czuriłow (Łokomotiw) | 10     | Aleksiej Cwietkow (MWD)       | 16     |
| Niko Kapanen (Ak Bars)        | 8    | Jarkko Immonen (Saławat)       | 10     | Aleksandr Galimow (Łokomotiw) | 14     |
| Aleksiej Michnow (Łokomotiw)  | 7    | Patrick Thoresen (Saławat)     | 9      | Patrick Thoresen (Saławat)    | 14     |

Obrońcy
| Gole                         | Gole | Asysty                          | Asysty | Punkty                       | Punkty |
| ---------------------------- | ---- | ------------------------------- | ------ | ---------------------------- | ------ |
| Aleksandr Guśkow (Łokomotiw) | 6    | Witalij Wiszniewski (Łokomotiw) | 9      | Aleksiej Jemielin (Ak Bars)  | 13     |
| Aleksiej Jemielin (Ak Bars)  | 5    | Martin Štrbák (MWD)             | 9      | Martin Štrbák (MWD)          | 13     |
| Ilja Nikulin (Ak Bars)       | 5    | Filip Novák (MWD)               | 8      | Ilja Nikulin (Ak Bars)       | 11     |
| Martin Štrbák (MWD)          | 4    | Aleksiej Jemielin (Ak Bars)     | 8      | Filip Novák (MWD)            | 10     |
| Miroslav Blaťák (Saławat)    | 3    | Rienat Mamaszew (Nieftiechimik) | 6      | Aleksandr Guśkow (Łokomotiw) | 9      |

Bramkarze
| Skuteczność interwencji (w %)    | Skuteczność interwencji (w %) | Średnia goli straconych (na mecz) | Średnia goli straconych (na mecz) | Mecze bez straty gola             | Mecze bez straty gola |
| -------------------------------- | ----------------------------- | --------------------------------- | --------------------------------- | --------------------------------- | --------------------- |
| Iwan Kasutin (Nieftiechimik)     | 95,4                          | Iwan Kasutin (Nieftiechimik)      | 1,36                              | Iwan Kasutin (Nieftiechimik)      | 2                     |
| Petri Vehanen (Ak Bars)          | 93,7                          | Petri Vehanen (Ak Bars)           | 1,60                              | Petri Vehanen (Ak Bars)           | 2                     |
| Edgars Masaļskis (Ryga)          | 93,4                          | Aleksandr Jeriomienko (Saławat)   | 1,65                              | Dimitrij Kotschnew (Atłant)       | 2                     |
| Aleksandr Jeriomienko (Saławat)  | 93,4                          | Gieorgij Giełaszwili (Łokomotiw)  | 1,89                              | Edgars Masaļskis (Ryga)           | 1                     |
| Gieorgij Giełaszwili (Łokomotiw) | 93,3                          | Edgars Masaļskis (Ryga)           | 1,93                              | Wasilij Koszeczkin (Magnitogorsk) | 1                     |

Pozostałe
| Klasyfikacja +/−                | Klasyfikacja +/− | Zwycięskie gole               | Zwycięskie gole | Minuty kar                     | Minuty kar |
| ------------------------------- | ---------------- | ----------------------------- | --------------- | ------------------------------ | ---------- |
| Josef Vašíček (Łokomotiw)       | +15              | Aleksandr Radułow (Saławat)   | 3               | Dmitrij Kalinin (Saławat)      | 58         |
| Zbyněk Irgl (Łokomotiw)         | +12              | Niko Kapanen (Ak Bars)        | 2               | Giennadij Czuriłow (Łokomotiw) | 41         |
| Aleksandr Guśkow (Łokomotiw)    | +11              | Aleksandr Galimow (Łokomotiw) | 2               | Andriej Muchaczow (Saławat)    | 38         |
| Witalij Wiszniewski (Łokomotiw) | +10              | Jarkko Immonen (Saławat)      | 2               | Patrick Thoresen (Saławat)     | 37         |
| Siergiej Żukow (Łokomotiw)      | +10              | Aleksiej Michnow (Łokomotiw)  | 2               | Martin Cibák (Spartak)         | 36         |

| Strzały na bramkę    | Martin Štrbák (MWD)     | 63 |
| Zwycięstwa bramkarzy | Petri Vehanen (Ak Bars) | 15 |

### Skład triumfatorów
Skład zdobywcy Pucharu Gagarina – drużyny Ak Barsu Kazań – w sezonie 2009/2010:
| Szkoleniowiec: - Zinetuła Bilaletdinow (I trener) Bramkarze: - Stanisław Galimow - Petri Vehanen Obrońcy: - Wiaczesław Burawczikow - Aleksiej Jemielin - Jewgienij Miedwiediew - Andriej Muchaczow - Ilja Nikulin - Grigorij Panin - Andriej Pierwyszyn - Igor Szczadiłow - Stiepan Zacharczuk |  | Napastnicy: - Nikita Aleksiejew - Aleksiej Badiukow - Jewgienij Bodrow - Hannes Hyvönen - Jarkko Immonen - Michaił Juńkow - Niko Kapanen - Dmitrij Kazionow - Roman Kukumberg - Aleksiej Morozow (kapitan) - Dmitrij Obuchow - Janne Pesonen - Kiriłł Pietrow - Aleksandr Stiepanow - Aleksiej Tiereszczenko - Danis Zaripow |

## Nagrody, trofea i wyróżnienia

### Trofea drużynowe
- Puchar Otwarcia: Ak Bars Kazań
- Puchar Kontynentu: Saławat Jułajew Ufa
- Puchar Gagarina: Ak Bars Kazań
- Nagroda Wsiewołoda Bobrowa (dla najskuteczniejszej drużyny w sezonie): Saławat Jułajew Ufa, 260 goli (215 w sezonie regularnym oraz 45 w fazie play-off)

### Zawodnicy miesiąca
| Miesiąc     | Bramkarz                                    | Obrońca                                     | Napastnik                                   | Pierwszoroczniak                            |
| ----------- | ------------------------------------------- | ------------------------------------------- | ------------------------------------------- | ------------------------------------------- |
| Wrzesień    | Ilja Proskuriakow (Magnitogorsk)            | Konstantin Korniejew (CSKA)                 | Kiriłł Kniaziew (Spartak)                   | Siergiej Biełokon (Witiaź)                  |
| Październik | Karri Rämö (Awangard)                       | Dmitrij Kalinin (Saławat)                   | Mattias Weinhandl (Dinamo M.)               | Linus Omark (Dinamo M.)                     |
| Listopad    | Gieorgij Giełaszwili (Łokomotiw)            | Siergiej Zubow (SKA)                        | Maksim Suszynski (SKA)                      | Nikita Fiłatow (CSKA)                       |
| Grudzień    | Witalij Jeriemiejew (Dinamo M.)             | Dmitrij Bykow (Atłant)                      | Siergiej Moziakin (Atłant)                  | Nikołaj Biełow (Nieftiechimik)              |
| Styczeń     | Robert Esche (SKA)                          | Siergiej Zubow (SKA)                        | Geoff Platt (Mińsk)                         | Aleksandr Komaristy (Witiaź)                |
| Luty        | Przerwa na Zimowe Igrzyska Olimpijskie 2010 | Przerwa na Zimowe Igrzyska Olimpijskie 2010 | Przerwa na Zimowe Igrzyska Olimpijskie 2010 | Przerwa na Zimowe Igrzyska Olimpijskie 2010 |
| Marzec      | Iwan Kasutin (Nieftiechimik)                | Aleksandr Guśkow (Łokomotiw)                | Aleksandr Radułow (Saławat)                 | Konstantin Płaksin (Traktor)                |
| Kwiecień    | Petri Vehanen (Ak Bars)                     | Ilja Nikulin (Ak Bars)                      | Aleksiej Cwietkow (MWD)                     | –                                           |

### Nagrody indywidualne
Nagrody zostały przyznane w 20 kategoriach po zakończeniu sezonu, 25 maja 2010 podczas gali KHL.
- Złoty Kij – Najbardziej Wartościowy Gracz (MVP) sezonu regularnego: Aleksandr Radułow (Saławat)
- Mistrz Play-off – Najbardziej Wartościowy Gracz (MVP) fazy play-off: Ilja Nikulin (Ak Bars Kazań)
- Najlepszy Bramkarz Sezonu (w wyniku głosowania trenerów): Petri Vehanen (Ak Bars Kazań).
- Nagroda dla najlepiej punktującego zawodnika (punktacja kanadyjska): po raz drugi z rzędu Siergiej Moziakin (Atłant Mytiszczi) – w sezonie regularnym uzyskał 66 punktów (27 goli, 39 asyst).
- Nagroda dla najlepiej punktującego obrońcy: Siergiej Zubow (SKA Sankt Petersburg) – uzyskał 42 punkty (10 goli, 32 asyst).
- Najskuteczniejszy Zawodnik Sezonu: Słowak Marcel Hossa (Dinamo Ryga) – 35 goli w sezonie.
- Najbardziej Wartościowy Gracz (MVP) Sezonu (dla zawodnika legitymującego się najlepszym współczynnikiem w klasyfikacji „+,-”): Norweg Patrick Thoresen (Saławat Jułajew Ufa) – uzyskał +45 w sezonie regularnym.
- Najlepszy Trener Sezonu: Oļegs Znaroks (HK MWD Bałaszycha).
- Nagroda Walentina Sycza (przyznawana prezesowi, który w sezonie kierował najlepiej klubem): Michaił Tiurkin (HK MWD Bałaszycha).
- Nagroda Andrieja Starowojtowa (dla najlepszego sędziego sezonu): po raz drugi z rzędu Wiaczesław Bulianow.
- Nagroda „Sekundy” (dla strzelca najszybszego i najpóźniejszego gola w meczu):
  - Jiří Hudler (Dinamo Moskwa) – strzelił bramkę w 12 sekundzie po rozpoczęciu meczu,
  - Niko Kapanen (Ak Bars Kazań) – w fazie play-off podczas trzeciej dogrywki meczu uzyskał gola w 104 minucie 44 sekundzie spotkania.
- Nagroda za Wierność Hokejowi (dla największego weterana hokejowego za jego cenny wkład w sukces drużyny): 41-letni napastnik kazachski Aleksandr Korieszkow (Barys Astana).
- Żelazny Człowiek (dla zawodnika, który rozegrał najwięcej spotkań mistrzowskich w ostatnich trzech sezonach): Giennadij Czuriłow (Łokomotiw Jarosław) – 221 rozegranych meczów.
- Dżentelmen na Lodzie (dla jednego obrońcy i jednego napastnika – honorująca graczy, którzy łączą sportową doskonałość z nieskazitelnym zachowaniem): Siergiej Żukow (Łokomotiw Jarosław) i Rusłan Chasanszyn (Amur Chabarowsk).
- Nagroda dla najlepszego pierwszoroczniaka sezonu KHL im. Aleksieja Czeriepanowa: Anatolij Nikoncew (Awtomobilist Jekaterynburg).
- Najlepsza Trójka (dla najskuteczniejszego tercetu napastników w sezonie regularnym): Petr Čajánek, Aleksiej Jaszyn, Maksim Suszynski (SKA Sankt Petersburg) – w czasie gdy przebywali razem na lodzie, drużyna zdobyła 50 goli.
- Złoty Kask (przyznawany sześciu zawodnikom wybranym do składu gwiazd sezonu):
  - Michael Garnett (HK MWD Bałaszycha) – bramkarz,
  - Siergiej Zubow (SKA Sankt Petersburg) – obrońca,
  - Dmitrij Kalinin (Saławat Jułajew Ufa) – obrońca,
  - Aleksandr Radułow (Saławat Jułajew Ufa) – napastnik,
  - Marcel Hossa (Dinamo Ryga) – napastnik,
  - Siergiej Moziakin (Atłant Mytiszczi) – napastnik.

## Ostateczna kolejność
| Lp. | Drużyna                    |
| --- | -------------------------- |
| 1   | Ak Bars Kazań              |
| 2   | HK MWD Bałaszycha          |
| 3   | Saławat Jułajew Ufa        |
| 4   | Łokomotiw Jarosław         |
| 5   | Mietałłurg Magnitogorsk    |
| 6   | Nieftiechimik Niżniekamsk  |
| 7   | Spartak Moskwa             |
| 8   | Dinamo Ryga                |
| 9   | SKA Sankt Petersburg       |
| 10  | Dinamo Moskwa              |
| 11  | Atłant Mytiszczi           |
| 12  | Awangard Omsk              |
| 13  | CSKA Moskwa                |
| 14  | Barys Astana               |
| 15  | Traktor Czelabińsk         |
| 16  | Awtomobilist Jekaterynburg |
| 17  | Torpedo Niżny Nowogród     |
| 18  | Siewierstal Czerepowiec    |
| 19  | Dynama Mińsk               |
| 20  | Sybir Nowosybirsk          |
| 21  | Amur Chabarowsk            |
| 22  | Łada Togliatti             |
| 23  | Witiaź Czechow             |
| 24  | Mietałłurg Nowokuźnieck    |